# Дельсбу
Де́льсбу (швед. Delsbo) — населённый пункт в лене Евлеборг в средней части Швеции. Население — около 2300 жителей. Посёлок находится в 33 километрах от города Худиксвалль, поблизости озёр Деллен.
Дельсбу известен музыкальным фестивалем, проходящем здесь каждое лето.

## Диалект
Жители Дельсбу и близлежащих деревень говорят на местном диалекте «дельбуска» (dellboska). Это северный шведский диалект с влиянием норвежского языка.
Примеры:
- Hän ä'nt sa ugalin = Detta var ett trevligt ställe (Это было приятное место)
- dellenbiggda = dellenbygden (Делленский округ (округ по озеру Деллен))